# أوبري هيرنغ
أوبري هيرنغ (بالإنجليزية: Aubrey Herring)‏ هو منافس ألعاب قوى أمريكي، ولد في 19 سبتمبر 1978.

## روابط خارجية
- أوبري هيرنغ على موقع الاتحاد الدولي لألعاب القوى (الإنجليزية)